# بول كليمنت
بول كليمنت (بالإنجليزية: Paul Clement)‏ (و. 1966 – م) هو محام، وبروفيسور (أستاذ جامعي) من الولايات المتحدة الأمريكية ولد في سيداربورغ.
وهو عضو في الحزب الجمهوري .

## التعليم
تعلم في جامعة جورجتاون، وكلية هارفارد للحقوق.